# Ames, Iowa
Ames är en stad (city) i Story County, i delstaten Iowa, USA. Enligt United States Census Bureau har staden en folkmängd på 59 042 invånare (2011) och en landarea på 62,7 km².

## Kända personer från Ames
- Harrison Barnes, basketspelare
- Laurel Clark, astronaut
- Edward Mezvinsky, politiker
- Sara Paretsky, författare
- Peter Schickele, kompositör
- Luke Zeller, basketspelare